# Abhá FC
Az Abhá FC egy szaúd-arábiai labdarúgócsapat, amelynek székhelye Abhá városában található. A klub a szaúd-arábiai első osztályban, a Pro League-ben szerepel. Hazai mérkőzéseit a 20 000 néző befogadására alkalmas Szultán bin Abdul-Ázíz Herceg Stadionban játssza.

## Sikerlista
- First Division League
  - Feljutó (3): 2004–05, 2007–08, 2018–19

- Second Division League
  - Feljutó (4): 1981–82, 1982–83, 1993–94, 1999–2000

- Third Division League
  - Feljutó (1): 1998–99

## További hivatkozások
- Soccerway honlapja